# Kokolos
Kokolos är en ort i Azerbajdzjan.   Den ligger i distriktet Astara Rayonu, i den sydöstra delen av landet, 220 km söder om huvudstaden Baku. Antalet invånare är 3 505.
Terrängen runt Kokolos är platt österut, men västerut är den kuperad. Terrängen runt Kokolos sluttar österut. Runt Kokolos är det ganska tätbefolkat, med 129 invånare per kvadratkilometer.. Närmaste större samhälle är Lankaran, 15,9 km norr om Kokolos.
Omgivningarna runt Kokolos är en mosaik av jordbruksmark och naturlig växtlighet.